# Sự cố bom nguyên tử Goldsboro 1961

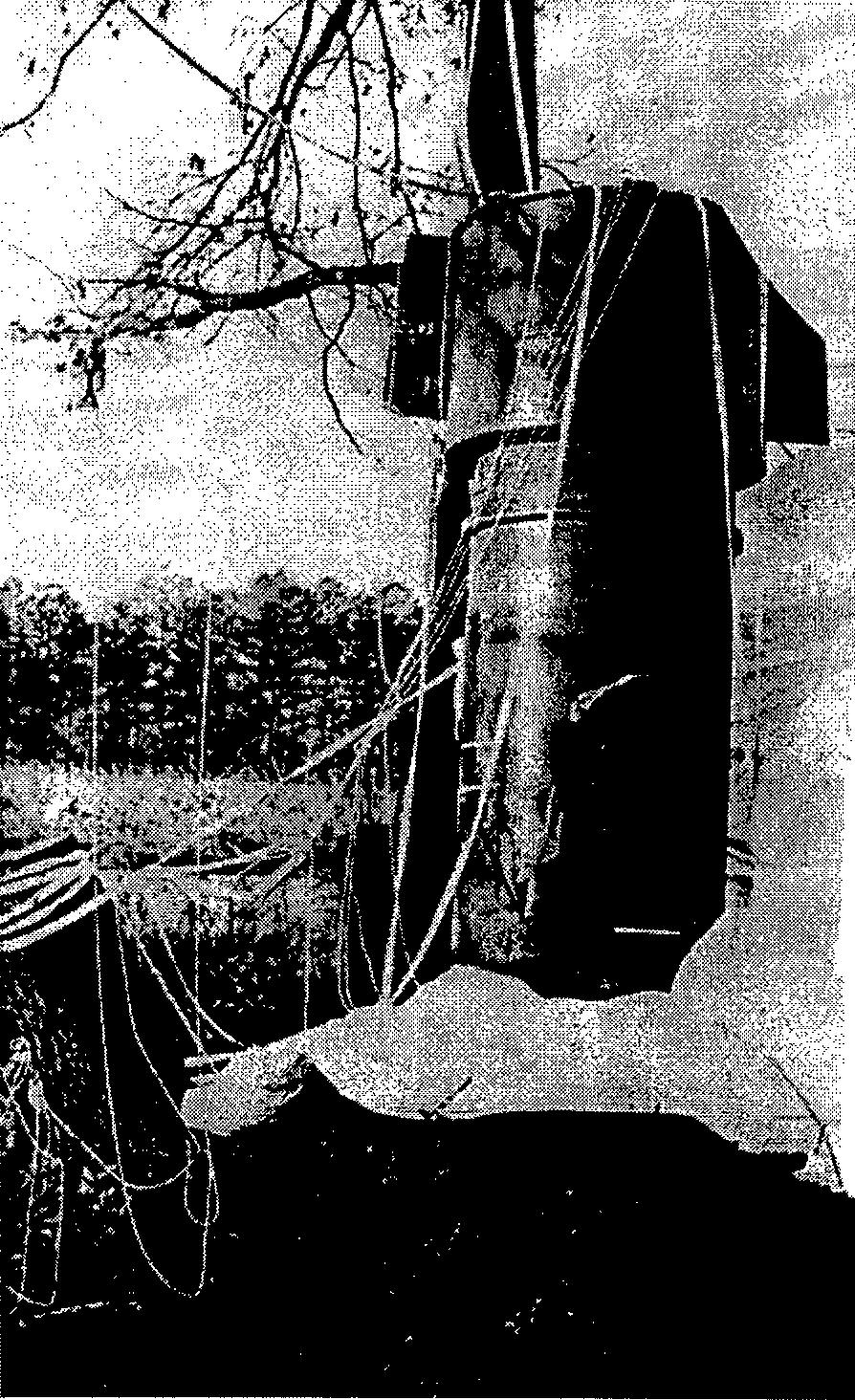
1 trong 2 quả bom nguyên tử Mk 39 trong sự kiện Goldsboro 1961

Sự cố bom nguyên tử Goldsboro 1961 hay còn được gọi là vụ tai nạn máy bay B-52 Goldsboro 1961, trên thực tế nó là một vụ tai nạn máy bay B-52 dẫn đến sự cố đáng tiếc liên quan đến bom nguyên tử xảy ra ngày 24 tháng 1 năm 1961 tại Goldsboro, Bắc Carolina, Hoa Kỳ.

## Vụ tai nạn B-52
Sự việc diễn ra trên bầu trời Goldsboro, Bắc Carolina vào ngày 24 tháng 1 năm 1961 khi một chiếc máy bay B-52 Stratofortress của Không quân Hoa Kỳ có mang bom nguyên tử bị rò rỉ thùng dầu và sau đó đã phát nổ, làm những quả bom gắn trên nó tách ra và rơi thẳng xuống mặt đất. Chiếc máy bay cũng đâm xuống đất ngay sau đó.

## Sự cố bom nguyên tử
Nó sẽ chỉ là một vụ tai nạn máy bay thông thường của Không quân Hoa Kỳ nếu chiếc máy bay B-52 này không mang theo bom nguyên tử. Hai quả bom nguyên tử rơi ra từ khoang máy bay đều không phát nổ, một trong hai quả bom đã hạ cánh bằng dù xuống mặt đất mà không bị hư hại gì nhiều, quả bom còn lại đâm sầm xuống trang trại của một nông dân.
Sau vụ rơi máy bay, các sĩ quan không quân được điều đến Goldsboro để tìm kiếm hai quả bom nguyên tử trong đống tàn tích. Khi được các phóng viên phỏng vấn, họ cho biết rằng họ đến đây để tìm một chiếc ghế dù được phóng ra, nhằm ém nhẹm sự cố trên.
Vào thời điểm đó, Bộ quốc phòng Mỹ thông báo rằng hai quả bom chưa được kích hoạt và sẽ không có nguy cơ phát nổ. Tuy nhiên bằng chứng sau này cho thấy sự thật tồi tệ hơn nhiều.

## Sự thật kinh hoàng
Sau này, các nhà phân tích đã phát hiện ra rằng cả hai quả bom đều đã tự kích hoạt gần hết quá trình kích nổ khi máy bay xảy ra sự cố. Việc kích nổ đòi hỏi trình tự phải đi qua 6 bước và hai quả bom đã đi qua 5 bước đầu tiên do sức ép của vụ nổ thùng dầu. Chỉ một bước chuyển mạch đã ngăn chúng phát nổ.
Viện nghiên cứu Hoà bình Quốc tế ở Stockholm đã kết luận: "Đó có lẽ là thời điểm mà thế giới cận kề nhất với một thảm hoạ hạt nhân không chủ ý". Đó không phải là một điều nói ngoa của các nhà phân tích, vì hai quả bom nguyên tử MK 39 rơi xuống Goldsboro có sức công phá mạnh gấp 250 lần quả bom đã phá huỷ Hiroshima.
Tổng thống Kennedy mới nhậm chức được 4 ngày sau sự kiện trên đã ra chỉ thị cho quân đội rằng phải trang bị thêm các cơ chế kích hoạt phức tạp trên vũ khí hạt nhân để ngăn ngừa hiện tượng kích nổ ngẫu nhiên.